# 46-та армія (СРСР)
Сорок шоста а́рмія (46 А) — загальновійськова армія у складі Збройних сил СРСР з 1 серпня 1941 по 25 вересня 1945.

## Історія
46-та армія була сформована 1 серпня 1941 року в Закавказькому військовому окрузі для оборони Кавказького хребта. В склад армії увійшли 4-та стрілецька, 9-та і 47-ма гірськострілецькі дивізії. Влітку 1942 року в склад армії було передано 3-й стрілецький корпус. 
46-та армія брала участь у бойових діях з серпня 1942 року. У складі Закавказького і Північно-Кавказького фронтів вона брала участь в обороні Кавказу. Навесні 1943 року виведена в резерв Ставки, а потім передана Південно-Західному фронту. У складі 2-го і 3-го Українських фронтів брала участь у форсуванні Дніпра, Одеській операції, Яссько-Кишинівській операції, Будапештській та Віденській операціях. 

## Командування
- Командувачі:
  - генерал-лейтенант Черняк С. І. (липень — грудень 1941);
  - генерал-майор Хадеєв О. О. (грудень 1941 — квітень 1942);
  - генерал-майор Сергацков В. Т. (квітень — серпень 1942);
  - генерал-лейтенант Леселідзе К. М. (серпень 1942 — січень 1943);
  - генерал-майор Рослий І. П. (січень — лютий 1943);
  - генерал-майор Рижов О. І. (лютий — березень 1943);
  - генерал-майор, з жовтня 1943 генерал-лейтенант Глаголев В. В. (березень 1943 — травень 1944);
  - генерал-лейтенант Шльомін І. Т. (травень 1944 — січень 1945);
  - генерал-майор Філіповський М. С. (січень — березень 1945);
  - генерал-лейтенант Петрушевський О. В. (березень 1945 — до кінця війни).